# Lyconus brachycolus
Lyconus brachycolus — вид тріскоподібних риб родини Хекові (Merlucciidae).

## Поширення
Риба поширена на півночі  Атлантики біля берегів Канади,  Ірландії, острова Мадейра та  Західної Сахари.

## Опис
Риба виростає завдовжки до 52,5 см. Спинний плавець має 9-11 м'яких променів.

## Спосіб життя
Це хижа риба. Веде донний спосіб життя. Зустрічається на глибині 150–997 м на материковому шельфі.